# معارك ربيع العراق 2008
معارك ربيع العراق 2008 كانت سلسلة من الاشتباكات بين جيش المهدي وحلفائه من جهة، والجيش العراقي المدعوم من قوات التحالف من جهة أخرى، في جنوب العراق وأجزاء من بغداد، وبدأ بهجوم عراقي على مدينة البصرة.

## الخلفية
في عام 2007، نقل الجيش العراقي 4 ألوية، بما في ذلك لواء دبابات وكتيبة قوات خاصة إلى البصرة، ليحلوا محل اللواء الموجود هناك، الذي أُفيد بأنه كان فاسدًا. كما نقلت الشرطة الوطنية العراقية كتيبتين إلى البصرة. في أغسطس 2007، أنشأ الجيش العراقي قيادة العمليات في البصرة تحت قيادة الجنرال موحان الفريجي. صرح نائب رئيس هيئة الأركان العراقية: "ليس لدينا قوات كافية هناك، لذلك نحن نبني فرقة جديدة، وهي الفرقة 14، في البصرة، خصوصًا مع احتمال أن يتركنا البريطانيون في الوقت المناسب".
منذ أغسطس 2007، كان هناك وقف أحادي لإطلاق النار فرضه مقتدى الصدر على ميليشياته، جيش المهدي. ومع ذلك، استمرت المداهمات على ما يسمى "العناصر المارقة" من الميليشيا وتزايدت التوترات. وفي فبراير، مدّد الصدر وقف إطلاق النار رغم معارضة العديد من قادته. وبالرغم من التمديد، استمرت المداهمات وبدأ أعضاء الميليشيا في اتهام عناصر قوات الأمن بأنها مخترقة من قبل ميليشيا منافسة لهم، وهي فيلق بدر.

## الحملة
في 23 مارس، أطلقت ميليشيات جيش المهدي صواريخ عيار 107 مم على المنطقة الخضراء شديدة التحصين في بغداد، مما أسفر عن مقتل بول كونفيرس، وهو موظف حكومي أمريكي، وإصابة العديد من الموظفين والمقاولين الآخرين. كما قُتل ما لا يقل عن 12 مدنيًا عراقيًا نتيجة صواريخ أُطلقت من مدينة الصدر أخطأت المنطقة الخضراء وأصابت الأحياء المدنية المحيطة بها.

### عملية البصرة
المقال الرئيسي: عملية صولة الفرسان
في 25 مارس، هاجم الجيش والشرطة العراقيان مدينة البصرة، ثاني أكبر مدينة في العراق، والتي كانت إلى حد كبير تحت سيطرة جيش المهدي خلال الأشهر السبعة السابقة منذ انسحاب القوات البريطانية من المدينة في بداية سبتمبر من العام السابق. ومنذ ذلك الحين، كانت المدينة في خضم صراع بين ثلاث ميليشيات مختلفة، بما في ذلك جيش المهدي، للسيطرة على صادرات النفط التي كانت تهيمن عليها السوق السوداء.
انتشرت المعارك في الشوارع عبر ستة أحياء بعد بدء العملية الحكومية في الساعة 2:00 صباحًا. وشوهدت أعمدة الدخان فوق الأحياء الشمالية، وبنهاية اليوم الأول من القتال سيطرت القوات الحكومية على وسط المدينة، لكن جيش المهدي كان لا يزال يحتفظ بالجزء الشمالي منها.
في 26 مارس، أصدر رئيس الوزراء العراقي إنذارًا نهائيًا لجيش المهدي للاستسلام خلال 72 ساعة.
في 28 مارس، قصفت الطائرات الأميركية هدفين في مدينة البصرة بدعم من الطائرات البريطانية، بعد يوم واحد من قيام الميليشيات باستعراض نحو 20 جنديًا عراقيًا أسرتهم، بالإضافة إلى سيارة هامر تابعة للجيش العراقي. شوهدت على الأقل مركبتان مدرعتان للجيش العراقي ومركبة قتال مشاة بي ام بي-1 مدمرة في الشوارع. بحلول 29 مارس، بدأت الهجوم العسكري العراقي يتعثر أمام مقاومة قوية مع انتهاء مهلة الـ 72 ساعة التي حددتها الحكومة ورفض المسلحين الاستسلام.
في 31 مارس، انتهى القتال في المدينة بعد إعلان مقتدى الصدر وقفًا جديدًا لإطلاق النار. وبحلول ذلك الوقت، كان جيش المهدي لا يزال يسيطر على حوالي 75% من المدينة.

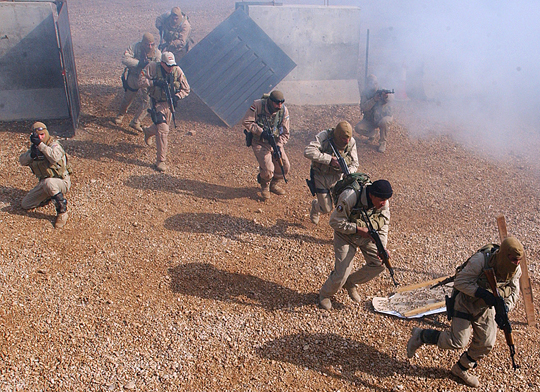
فريق التدخل السريع في الحلة أثناء تدريباتهم في عام 2006. تم إعادة نشر هذه الوحدة إلى البصرة بعد مشاركتها في العمليات في الكوت والحلة. في الأول من أبريل، قامت هذه الوحدة باعتقال 20 مهربًا للسيارات في البصرة.

قُتل حوالي 236 شخصًا وجُرح 1,200 آخرون في القتال في أحياء وسط وشمال البصرة. 921 من أفراد قوات الأمن، بما في ذلك 421 شرطيًا وكتيبة كاملة من الجيش العراقي مؤلفة من 500 جندي، إما هربوا أو انشقوا أو تم أسرهم.
اندلعت اشتباكات بين ميليشيات وقبيلة المالكي في قضاء القرنة شمال البصرة، أسفرت عن مقتل 7 أشخاص، بينهم شرطي ومدني، وإصابة اثنين من الجانبين.
كما أدت قذائف الهاون إلى مقتل شرطيين وإصابة 23 شخصًا، من بينهم 13 شرطيًا، في بلدة الكرمة التي تبعد حوالي 80 كم شمال البصرة.
على الرغم من وقف إطلاق النار في البصرة، استمرت الاشتباكات المتفرقة لبعض الوقت في المدينة، مما أسفر عن مقتل ما لا يقل عن 32 مدنيًا، 34 مسلحًا، خمسة رجال شرطة، وجندي من مشاة البحرية الأمريكية. ومن بين القتلى كان الرائد علي حيدر، قائد في مديرية الجرائم الخطيرة بالشرطة.

## القتال ما بعد عملية البصرة
في 1 أبريل: أفيد بأن المسلحين اختفوا من الشوارع، وبدأ العراقيون بالخروج بحذر مرة أخرى مع فتح الأسواق وقيام الرجال بتنظيف النفايات من الطرقات. ادعى المالكي تحقيق "الأمن والاستقرار والنجاح" العسكري وتعهد بمواصلة العمليات بخطة من سبع نقاط، تتضمن تجنيد 10,000 عضو جديد في قوات الأمن العراقية وتحسين الخدمات العامة في البصرة. ووفقًا لمتحدث عسكري أمريكي في بغداد، فقد تطوع بالفعل 2500 مواطن من البصرة للعمل مع الجيش العراقي منذ بدء العملية.
وذكر اللواء عبد العزيز محمد، مدير العمليات العسكرية في وزارة الدفاع العراقية، أن الجيش العراقي يخطط لتطويق وتفتيش كل حي لاعتقال المجرمين المشتبه بهم ومصادرة الأسلحة. من جانبه، تعهد الصدر بمواصلة النضال ضد قوات الاحتلال "بطريقة سلمية" وبدأ التحضير لمظاهرات حاشدة ضد قوات التحالف في 9 أبريل.
وفي نفس اليوم، قامت وحدة فريق الأسلحة والتكتيكات الخاصة في الحلة باعتقال 20 مهربًا للمركبات في البصرة كجزء من "العمليات المتواصلة ضد المجرمين لاستعادة سيادة القانون"، حسبما ذكر متحدث عسكري أمريكي.
أعلن وزير الدفاع البريطاني عن وقف تخفيضات القوات.
في 2 أبريل: قاد اللواء محسن الفريجي قافلة مكونة من 12 مركبة للجيش العراقي عبر منطقة الحيانية، وهي معقل للصدر في وسط البصرة، في عرض واضح للقوة. انفجرت قنبلة على جانب الطريق بالقرب من القافلة، ولكن لم يُسجل أي إصابات. كما تم إطلاق النار على مراسل لتلفزيون عراقي في ساقه أثناء تصويره للقافلة. بعد ذلك، هاجم المسلحون القافلة وأُحرقت إحدى مركبات الجيش العراقي من نوع همفي. ومع ذلك، كانت البصرة هادئة نسبيًا لليوم الثالث على التوالي.
قال رئيس هيئة الأركان المشتركة الأمريكية الأدميرال مايكل مولن في مؤتمر صحفي في البنتاغون إن عملية البصرة لا تزال مستمرة وأنه من السابق لأوانه التعليق على نتائج العملية.
شنت طائرة مسيرة أمريكية هجوماً على سيارة في منطقة الحلاف بالبصرة، مما أسفر عن مقتل 6 "مجرمين مسلحين" بعد الإبلاغ عن إطلاق نار كثيف.
في 3 أبريل: دمرت غارة جوية أمريكية منزلاً في البصرة، مما أسفر عن مقتل قناصين متشددين و6 مدنيين على الأقل. كما قامت قوات الأمن العراقية، التي تلقت المشورة من القوات الخاصة الأمريكية، بقتل سبعة أفراد من العصابات واعتقال 16 آخرين خلال ثلاث عمليات منفصلة في البصرة بتوجيه من الحكومة العراقية.
عرض مقتدى الصدر على الحكومة العراقية المساعدة في تطهير عناصر الميليشيات من قوات الأمن العراقية. كما انتقد الصدر الحكومة العراقية بشدة لكونها "تنكر أنها أرسلت مبعوثين إليه".
في 4 أبريل، أمر رئيس الوزراء العراقي نوري المالكي قوات الأمن بالتوقف عن المداهمات على الميليشيات الشيعية المشتبه بها "لإعطاء الوقت للذين يشعرون بالندم" لترك أسلحتهم. لم يذكر أمر المالكي اسم جيش المهدي. كما أمر المالكي بإعادة استئناف مشاريع الإعمار والخدمات في مناطق القتال. انتقل 3,000 جندي وضابط شرطة عراقيين، بما في ذلك جنود من الفرقة الأولى بالجيش العراقي، إلى الحيانية لتوزيع الطعام والمياه على العراقيين الذين لم يحصلوا على الإمدادات لعدة أيام.
شنت القوات الائتلافية هجومًا على أعضاء جيش المهدي غرب البصرة وطلبت غارة جوية خلال الاشتباكات التي تلت ذلك. قُتل طفلان مع شخص آخر.
في غارة ائتلافية خلال الليل، قُتل 10 مقاتلين وتم العثور على مخزنين للأسلحة، بما في ذلك قذائف هاون 60 مم، وقنابل يدوية مدفوعة بالصواريخ، وعبوات خارقة.
في 5 أبريل، استهدفت غارة جوية أمريكية موقع هاون لمقاتل في منطقة الحيانية، مما أسفر عن مقتل مسلح واحد.
في 6 أبريل، عقد المجلس السياسي العراقي للأمن الوطني، الذي يضم ممثلين عن جميع الأحزاب السياسية الرئيسية، اجتماعًا ووافق بالإجماع على قرار يتضمن عددًا من النقاط والإجراءات اللازمة لـ "إنهاء وجود هذه العصابة" (جيش المهدي). من بين تلك النقاط قرار بأن تيار الصدر لن يكون له الحق في المشاركة في العملية السياسية أو في الانتخابات المحلية ما لم يتم حل جيش المهدي. وواصل رئيس الوزراء العراقي نوري المالكي نفيه حدوث أي تنازلات أو أن إيران كانت متورطة في التفاوض بشأن أمر وقف إطلاق النار الذي أصدره مقتدى الصدر في 30 مارس 2008.
وقعت انفجارات غير معروفة المصدر في البصرة أدت إلى تدمير منزل ومقتل ثمانية أشخاص. وأكدت القوات متعددة الجنسيات في العراق وقوع الانفجار لكنها نفت أي تورط.
في 7 أبريل، عرض مقتدى الصدر حل جيش المهدي إذا طالبت أعلى السلطات الدينية الشيعية، بما في ذلك آية الله العظمى علي السيستاني ورجال الدين الشيعة البارزين في إيران، بذلك. "إذا طلبوا حل جيش المهدي، فإن مقتدى الصدر وحركة الصدر سيلتزمان بأوامر الزعماء الدينيين"، حسبما صرح مساعد الصدر الكبير حسن زرقاني لوكالة رويترز من إيران.
في 8 أبريل، استهدفت قنبلة على جانب الطريق موكب المتحدث باسم وزارة الداخلية اللواء عبد الكريم خلف، مما أدى إلى إصابة اثنين من حراسه في شمال البصرة.
في 9 أبريل، أفادت القوات الأمريكية أن قوات العمليات الخاصة العراقية (آي إس أو إف) قد تمكنت من القبض على 12 "مشتبه بهم من الإرهابيين وأعضاء الجماعات الخاصة" وقتل 14 آخرين في عمليات في البصرة خلال الأسبوع الماضي.
في 11 أبريل، ذكرت الصحافة الألمانية أن رياض النوري كان ضحية اغتيال أثناء مغادرته مسجدًا في النجف يوم الجمعة. تم إطلاق النار عليه من قبل مسلحين غير منسجمين بأسلوب الاغتيالات التي تميزت بحملة القدس في البصرة. لم تتبنى أي مجموعة مسؤولية القتل. كان رياض النوري صهر مقتدى الصدر، ومساعدًا مقربًا له. يعيش مقتدى الصدر في مدينة قم المقدسة في إيران وأصبح يعتمد على مساعديه في العراق.
في 12 أبريل، أفادت القوات الأمريكية أن جنود اللواء الأول من فرقة التدخل السريع (QRF) من الأنبار، بالإضافة إلى عناصر من الفرقة 14، قد قاموا بتطهير ضاحية القيبلة في البصرة "دون وقوع أي حوادث". كما أُبلغ عن القبض على قائد من تنظيم القاعدة في العراق من قبل القوات العراقية في أبو الخصيب، وهي بلدة صغيرة تقع على بعد 20 كم جنوب شرق البصرة.
في 13 أبريل، قُتل شرطي في إطلاق نار من سيارة، وتم العثور على جثتين ملقاة.
في 14 أبريل، تم إطلاق سراح ريتشارد باتلر، صحفي بريطاني تم احتجازه في البصرة لمدة شهرين بعد أن تم اختطافه في وسط البصرة، خلال عملية للجيش العراقي. قُتل أيضًا الرائد علي حيدر، قائد في إدارة الجرائم الخطيرة بالشرطة.
في 15 أبريل، تم إعادة تعيين اللواء عبد الجليل خلف واللواء موحان الفريجي إلى مناصب في بغداد. قالت الحكومة العراقية إن القائدين سيعودان إلى مناصبهما في وزارة الدفاع بعد انتهاء مهمة استمرت 6 أشهر في المدينة الجنوبية. وأشار العميد قاسم الموسوي، المتحدث العسكري العراقي، إلى أن "كلاهما قام بعمل رائع وقد قُدرت جهودهما من قبل القائد العام". ومع ذلك، قال المتحدث باسم الكتلة الصدرية في البصرة، علي السويدي، إن الحكومة العراقية "تريد أن تلقي باللوم على شخص ما في فشلها"، وأن هذه التحركات "عقاب على تنفيذ الحملة الفاشلة". وفقًا للعميد الموسوي، سيتم استبدال الجنرال الفريجي باللواء محمد جواد، قائد الفرقة 14، في قيادة العمليات بالبصرة، وسيصبح اللواء عادل دحام رئيس الشرطة الجديد في البصرة.
في 16 أبريل، أطلق طائرة مسيرة أمريكية صواريخ قتلت أربعة مقاتلين وجرحت واحدًا آخر، لكن الشرطة أفادت بمقتل ستة أشخاص وجرح ثلاثة آخرين.
في 17 أبريل، حاول مسلحون قتل اللواء محمد كاظم العلي، رئيس الشرطة السابق. قُتل أحد حراسه وجرح اثنان آخران. في حادث منفصل، أطلق المسلحون النار وأصابوا أحد عناصر الشرطة الخاصة. كما قُتل اثنان من رجال الشرطة في إطلاق نار من سيارة.
في 19 أبريل، شنت قوات الأمن العراقية عملية تطهير في منطقة الحيانية، وهي معقل للصدر في وسط البصرة. بعد إظهار القوة من خلال قصف منطقة خالية غرب الحيانية، انتقلت القوات العراقية، بدعم من مستشارين من الجيش البريطاني ومشاة البحرية الأمريكية، إلى مركز مدينة الحيانية. وفقًا للجنرال موحان الفريجي، واجهت القوات العراقية "اشتباكات معزولة" فقط. تم القبض على عدد كبير من الأسلحة خلال العملية، بما في ذلك 140 صاروخًا، و50 هاونًا، و70 عبوة ناسفة، وعدد من الصواريخ المضادة للطائرات. كما تم استعادة سبع مركبات للجيش العراقي.

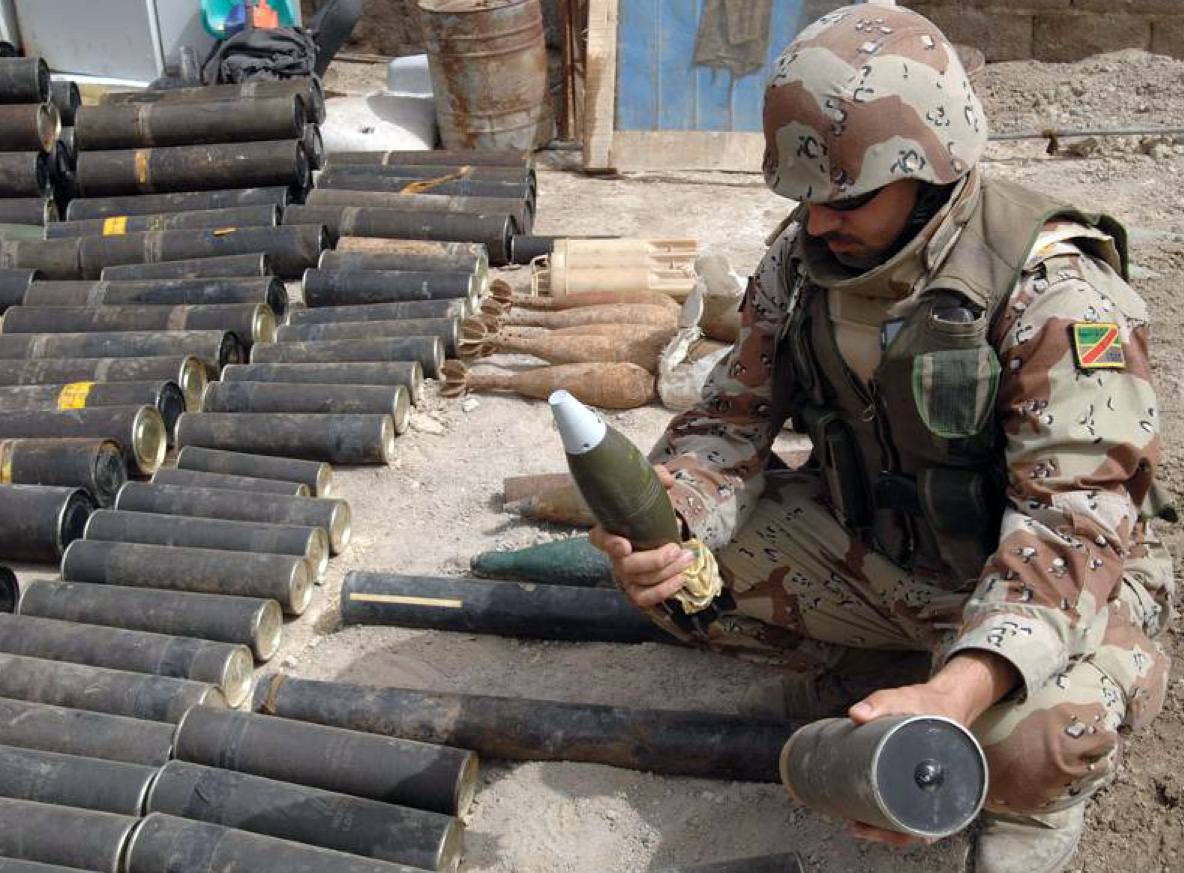
جندي عراقي من الفرقة الأولى للتدخل السريع يفحص هاوناً تم الاستيلاء عليه خلال عمليات التمشيط في الحيانية، بتاريخ 19 أبريل.

في 20 أبريل، حذر مقتدى الصدر من أنه سيعلن "حربًا مفتوحة" إذا لم تتوقف الحملة ضده. بشكل متزامن، أصدرت القاعدة في العراق رسالة مشابهة في نفس اليوم، دعت فيها إلى فترة من العنف تمتد لثلاثين يومًا.
أعلن السفير الإيراني في بغداد دعم بلاده للحكومة العراقية في حملتها ضد "المخالفين" في البصرة. وبما أن الأحزاب السنية والشيعية والكردية الكبرى قد دعمت الحكومة المالكي في حملتها لفترة طويلة، يبدو أن الصدر يعاني من عزلة سياسية متزايدة.
في 21 أبريل، تعرضت دوريتان من التحالف لعمليتين تفجيريتين باستخدام عبوات ناسفة في المدينة. كانت إحدى الدوريات أمريكية والأخرى بريطانية. لم تُسجل أي إصابات في الهجوم الذي استهدف الدورية البريطانية، ولكن في الهجوم الأول قُتل جندي أمريكي وأُصيب آخر. كما توفي مساعد للمرجع الشيعي علي السيستاني، كان قد أُصيب في هجوم سابق في المدينة.
في 24 أبريل، ادعى رئيس الوزراء نوري المالكي انتصارًا تاريخيًا على الجماعات المسلحة، مؤكدًا أن "فكرة وجود ميليشيات متنافسة قد انتهت". وأشار إلى أن "السلاح أصبح الآن بيد الدولة". وصرح أن الحكومة تحظى بدعم سياسي من جميع الكيانات السياسية للإجراءات المتخذة. في نفس اليوم، أعلن قائد قوات التحالف المتعددة الجنسيات في العراق، اللواء لويد ج. أوستن، في مؤتمر صحفي أن قوات الأمن العراقية تسيطر على البصرة.
في 25 أبريل، أعاد مقتدى الصدر تأكيد أمر الهدنة، حيث دعا أتباعه إلى "مزيد من الصبر في الالتزام بقرار التجميد". كما حاول توضيح تهديده بـ"الحرب المفتوحة" في 20 أبريل، مؤكدًا أن التهديد "يستهدف المحتلين فقط". وفي مدينة القُرنة القريبة من البصرة، قُتل الصحفي جاسم البات في هجوم مسلح بينما كان يغادر منزله.
في 28 أبريل، قُتل أحد النواب من التيار الصدري وأصيبت زوجته خلال هجوم مسلح.
في 8 مايو، أُصيب جندي بريطاني وقُتل اثنان من المتعاقدين الأجانب غير المعروفين عندما استهدفت صواريخ القاعدة العسكرية البريطانية الرئيسية في البصرة، التي تقع في المطار. ردت طائرات التحالف على الهجوم، مما أدى إلى مقتل ستة مسلحين أطلقوا النار على القاعدة.
وفي 10 مايو، قُتل مدنيان وأُصيب خمسة آخرون عندما انفجرت عبوة ناسفة مستهدفة دورية للشرطة في البصرة. كما تم اعتقال 14 مشتبهًا بهم خلال عمليات دهم.

### القتال في مدينة الصدر وبغداد
المقال الرئيسي: حصار مدينة الصدر
انتشرت الاشتباكات، بعد وقت قصير من بدء العملية الأمنية، من البصرة إلى بغداد، وخاصة إلى منطقة مدينة الصدر التي كانت تحت سيطرة جيش المهدي.
25 مارس: هاجم المسلحون نقاط تفتيش الشرطة والجيش في الأجزاء الغربية والشمالية من بغداد، وكانت المنطقة الخضراء تتعرض باستمرار لقذائف الهاون وصواريخ، مما أسفر عن إصابة العشرات من الأشخاص ووفاة العديد من المدنيين العراقيين نتيجة لصواريخ أخطأت أهدافها. في أول يوم من القتال في بغداد، كان أحد الجنود الأمريكيين من بين القتلى، حيث قُتل بقذيفة هاون في منطقة الأعظمية. وقد أُطلقت القذيفة من منطقة مدينة الصدر. في حي الأمين ببغداد، اقتحم مسلحون من جيش المهدي مكتبين لحزب الدعوة واندلعت اشتباكات مع الحراس هناك. قُتل خمسة مسلحين من جيش المهدي واثنان من حراس حزب الدعوة. كما تم أسر ستة من رجال الشرطة مع مركبتين شرطيتين من نقطة تفتيشهم في بغداد الجديدة.
26 مارس: أسفرت قذائف الهاون عن مقتل خمسة أشخاص في حي الكرادة وأربعة في الرسالة. كما قُتل شخصان آخران في هجمات قذائف هاون في مناطق أخرى. تعرضت المنطقة الخضراء لمزيد من الهجمات بالصواريخ وقذائف الهاون، مما أسفر عن إصابة أربعة أشخاص، من بينهم اثنان من المدنيين الأمريكيين وجندي أمريكي وآخر عراقي.

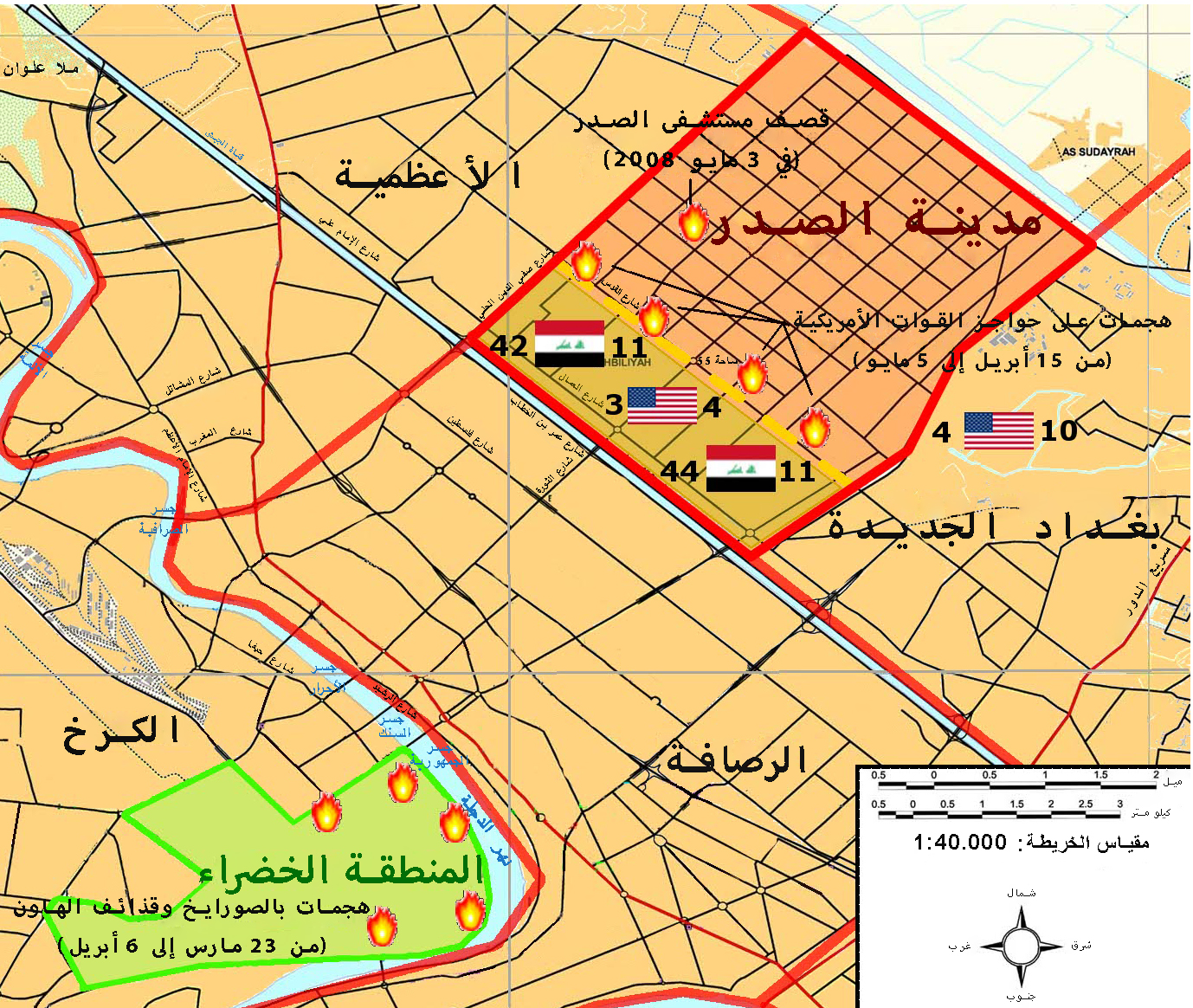
خريطة تظهر موقع الاشتباكات في شرق بغداد (مارس-مايو 2008)

في مدينة الصدر، قام المسلحون بزرع عبوات ناسفة على أحد الشوارع الرئيسية وأعلنوا انتهاء الهدنة. أقدم مقاتلو جيش المهدي على إغلاق أحيائهم، حيث قاموا بقطع الطرق باستخدام الثلاجات، وحرق الإطارات والقمامة. اندلعت اشتباكات عنيفة بين الميليشيات والقوات الأمريكية والعراقية. أدى انفجار عبوة ناسفة إلى إشعال النيران في إحدى مركبات سترايكر الأمريكية في مدينة الصدر، لكن جميع الجنود الذين بداخلها نجو من الموت. كما أسفرت الاشتباكات في الأجزاء الشمالية والشرقية من بغداد عن مقتل جنديين أمريكيين وثلاثة مدنيين عراقيين.
27 مارس: في 27 مارس، أسفر قصف بقذائف الهاون في محطة حافلات ببغداد عن مقتل ثلاثة أشخاص وإصابة 15 آخرين، كما سقطت قذيفتان هاون على وزارة الداخلية، في مجمع التصفيرات وسط بغداد، مما أسفر عن مقتل موظف واحد وإصابة أربعة آخرين. لا زال القصف مستمرًا في المنطقة الخضراء، حيث قُتل مدني عراقي واحد وأصيب 14 آخرون جراء قذائف هاون غير موجهة. كما أصاب عدد من قذائف الهاون مبنى في مجمع السفارة الأمريكية في المنطقة الخضراء، مما أسفر عن مقتل موظف حكومي أمريكي واحد وإصابة ثلاثة آخرين. بالإضافة إلى ذلك، قُتل جندي أمريكي في الاشتباكات خلال اليوم.
تسببت المعارك في الشوارع في مدينة الصدر وأجزاء أخرى من العاصمة خلال الـ 24 ساعة الماضية في مقتل 88 شخصًا، بما في ذلك 68 مقاتلًا وثلاثة جنود أمريكيين وجندي عراقي واحد وشرطي عراقي واحد، بالإضافة إلى ما لا يقل عن 15 مدنيًا قُتلوا عندما استهدفت قذائف مدفعية سوقًا في مدينة الصدر. وأصيب ما لا يقل عن 12 جنديًا أمريكيًا وتم أسر ثلاثة من رجال الشرطة.
تم اختطاف تحسين شيخلي، المتحدث المدني السني عن عملية فرض القانون، على يد مسلحين اقتحموا منزله في معقل جيش المهدي في جنوب شرق بغداد وأحرقوه، مما أدى إلى مقتل ثلاثة من حراسه الشخصيين.
ذكرت صحيفة التايمز أن أجزاء من بغداد كانت تتساقط ببطء في أيدي جيش المهدي. حيث استولى هذا الجيش على حي بعد آخر، بعضهم وسط قتال عنيف، والبعض الآخر دون إطلاق رصاصة واحدة. في منطقة بغداد الجديدة، طلب المسلحون ببساطة من الشرطة مغادرة نقاط التفتيش الخاصة بهم، واستجاب الضباط بشكل جماعي، فتولى المقاتلون السيطرة على تلك النقاط. إلا أن الجيش الأمريكي نفى ذلك. حيث صرح المقدم ستيف ستوفر، مسؤول العلاقات العامة للفرقة الرابعة من المشاة وقوة متعددة الجنسيات في بغداد، قائلاً: "جميع نقاط التفتيش ومباني القوات الأمنية العراقية تحت سيطرة القوات الأمنية العراقية و/أو التحالف. لا توجد نقطة تفتيش تحت سيطرة العدو".
وفي سياق القتال خلال اليوم، قُتل أب وابنه في حي الطلبيّة، حيث أُصيب على الأقل ثمانية جنود عراقيين في معارك الشوارع.
28 مارس: في وقت مبكر من 28 مارس، أطلق مروحية أمريكية صاروخ هيلفاير خلال القتال في مدينة الصدر دعماً للقوات البرية التي كانت تقوم بتطهير طريق إمداد رئيسي. أسفر هذا الهجوم عن مقتل أربعة مقاتلين وتسعة مدنيين. وفي الوقت نفسه، أصاب قذيفة مورتر تابعة للمتمردين مكاتب نائب الرئيس العراقي طارق الهاشمي في المنطقة الخضراء، مما أسفر عن مقتل اثنين من الحراس، كما أسفرت ضربة جوية أمريكية عن مقتل ثلاثة أشخاص وإصابة ستة في الكاظمية. وفي قتال آخر في جميع أنحاء العاصمة، قُتل 13 مقاتلاً واثنان من المدنيين، ودخلت أربع مركبات سترايكر المدرعة الأمريكية مدينة الصدر واشتبكت مع الميليشيات. قُتل جندي أمريكي بواسطة عبوة ناسفة على جانب الطريق جنوب بغداد.
قُتل عشرة من المقاتلين على يد القوات الأمريكية عندما تعرضت محطة أمنية مشتركة في شرق بغداد للهجوم بالأسلحة الخفيفة. وفي حادث منفصل، دمرت ضربة جوية أمريكية موقع قذائف صاروخية في شرق بغداد. قُتل جندي أمريكي آخر خلال القتال.
في وقت متأخر من المساء، وردت تقارير تفيد بأن وحدة مكونة من 500 شرطي قررت التوقف عن العمل مع الحكومة والانضمام إلى جيش المهدي.
29 مارس: في 29 مارس، شهدت بغداد يوماً آخر من القصف بالهاون، حيث سقطت قذائف هاون في المناطق الشيعية شرق بغداد، مما أسفر عن مقتل شخص واحد على الأقل وإصابة 12 آخرين. ذكرت صحيفة نيويورك تايمز أنه في حدث مُعلن جيدًا في مدينة الصدر، سلم 40 رجلًا قالوا إنهم ضباط شرطة عراقيون أسلحتهم لمسؤولي الصدر، قائلين: "لا يمكننا محاربة إخواننا في جيش المهدي، لذا جئنا هنا لتسليم أسلحتنا." وفي المقابل، منحهم مسؤولو الصدر أغصان زيتون وقرآن. تم إعادة الأسلحة بعد أن تعهد الضباط بعدم استخدامها ضد أعضاء جيش المهدي. قال الشيخ سلمان الفراجي، رئيس مكتب الصدر هناك: "هذه الأسلحة للدفاع عن البلاد ولكن ليس لمحاربة إخوانكم." كما سَلَّم 15 جنديًا آخر أيضًا أسلحتهم في مناطق أخرى من المدينة.
بحلول هذه النقطة، أفادت وزارة الصحة العراقية بمقتل 75 مدنيًا على الأقل وإصابة 500 آخرين في القتال في مدينة الصدر وأحياء شرق بغداد الأخرى. لكن القوات الأمريكية تعارض بشدة هذه الادعاءات، حيث قالت إن معظم القتلى كانوا من أعضاء الميليشيات. قُتل جنديان أمريكيان بواسطة عبوة ناسفة على جانب الطريق في شرق بغداد، كما قُتل شرطي عراقي في منطقة الأمل بواسطة عبوة أخرى. كما قُتل أحد أفراد الميليشيا عندما انفجرت قذيفته بشكل غير صحيح.
أعلنت القوات الأمريكية أنها قتلت 48 مقاتلاً في بغداد خلال الـ 24 ساعة السابقة، بينما قُتل ثلاثة جنود أمريكيين في القتال ذلك اليوم.
30 مارس: في 30 مارس، قتلت القوات الأمريكية ما لا يقل عن 62 مقاتلاً خلال القتال في جميع أنحاء بغداد. كما أسفر قصف آخر، كان يستهدف المنطقة الخضراء، عن مقتل سبعة عراقيين على الأقل وإصابة 21 آخرين عندما سقطت قذيفتان بشكل خاطئ، مما أدى إلى إصابة منازل في المنطقة التجارية في الكرادة. وهاجم مسلحون أيضًا نقطة تفتيش عراقية في شرق بغداد، مما أسفر عن مقتل ستة جنود. قُتل جندي أمريكي آخر بواسطة عبوة ناسفة على جانب الطريق شمال المدينة.
31 مارس: في 31 مارس، سقطت قذائف هاون مرة أخرى على المنطقة الخضراء، ولكن كان هناك فقط أصوات متفرقة لإطلاق النار في المدينة، بعد يوم من إعلان الصدر عن وقف إطلاق نار جديد. قُتل جندي أمريكي على مشارف مدينة الصدر بواسطة عبوة ناسفة. وقبل توقف القتال، قُتل ثمانية مدنيين في مدينة الصدر نتيجة قصف أمريكي.
1-5 أبريل: كان هناك وقف لإطلاق النار ساري المفعول في بغداد مما ساهم في تخفيف العنف في العاصمة. ومع ذلك، لم يكن هذا الوضع سيتواصل لفترة طويلة.
من 6 أبريل إلى 11 مايو: أثارت غارة عسكرية أمريكية في مدينة الصدر قتالًا عنيفًا في المنطقة ومعظم شرق بغداد، مما أدى إلى انهيار وقف إطلاق النار في المنطقة. في اليوم الأول من المعارك، تم تدمير مركبتين مدرعتين تابعتين للجيش العراقي واثنين من الشاحنات، وتم إتلاف ناقلة جنود أمريكية من طراز سترايكر. قامت طائرات الهليكوبتر الهجومية أباتشي بمراقبة الأجواء خلال المعركة. وقام المسلحون بقصف المنطقة الخضراء وغيرها من القواعد العسكرية الأمريكية حول العاصمة. استخدمت الطائرات المسيرة من طراز بريداتور صواريخ هيلفاير في مدينة الصدر يوميًا لاستهداف فرق الهاون والصواريخ. أسفر القتال عن مقتل 941 شخصًا، من بينهم 22 جنديًا أمريكيًا و17 جنديًا عراقيًا و331 مسلحًا و591 مدنيًا. كما أصيب 100 جندي أمريكي وأكثر من 1,700 مدني، حيث قُتل 549 من المدنيين في مدينة الصدر، بينما قُتل 42 آخرون في أجزاء مختلفة من بغداد بسبب قذائف هاون أُطلقت من مدينة الصدر والتي أخطأت هدفها في المنطقة الخضراء. توقفت المعارك إلى حد كبير في وقت مبكر من 11 أبريل، حيث تمكنت القوات الأمريكية والعراقية من التقدم عبر الطريق الرئيسي في مدينة الصدر وإقامة خط دفاع متقدم داخل المنطقة. ومع ذلك، استمرت المعارك في تلك الليلة حيث تعرضت الوحدات الأمريكية والعراقية للهجوم بأسلحة خفيفة ومدافع رشاشة وقذائف ار بي جي. كما تم استخدام القناصة والقنابل المزروعة على جوانب الطرق ضد قوات التحالف.
في 17 أبريل، اجتاحت عاصفة رملية شديدة بغداد، واستفاد المسلحون من هذه الظروف. هاجم المسلحون خطوط الجبهة التابعة للتحالف تحت غطاء العاصفة، مما أدى إلى قتال عنيف. في إحدى اللحظات، تخلت شركة عراقية عن موقعها في أحد مراكز الشرطة، لكن القوات الأمريكية تدخلت سريعًا لسد الثغرة. استمرت المعارك طوال الليل وبدأت هجمات جديدة في اليوم التالي بسبب استمرار العاصفة، حيث لم تتمكن القوات الأمريكية من إرسال طائرات هليكوبتر أو طائرات مسيرة للمساعدة. في هذا اليوم، تخلى فريق آخر من الجنود العراقيين عن موقعهم بعد أن كاد المسلحون يقتحمونهم. أخيرًا، هدأت المعارك في المساء مع رفع العاصفة الرملية. في القتال الذي حدث في 17 و18 أبريل، قُتل 17 جنديًا عراقيًا و22 مسلحًا، بالإضافة إلى عدد من المدنيين.
في 28 أبريل، اجتاحت عاصفة رملية أخرى بغداد، وهاجم جيش المهدي مرة أخرى الحواجز حول مدينة الصدر. في محاولة لإعادة تزويد القوات التي تجري عمليات قتال موسعة، قامت قوات من الفرقة الجبلية العاشرة بتنظيم قافلة إمداد مكونة من 40 مركبة؛ ومع ذلك، شن جيش المهدي هجومًا مدمّرًا بالأسلحة غير المباشرة ضد قاعدة FOB Loyalty، مما أسفر عن مقتل أربعة جنود أمريكيين وإصابة عشرين آخرين. خلال القتال الذي تلا ذلك، قُتل أربعة جنود أمريكيين آخرين، و45 مسلحًا، وثمانية مدنيين.
في 29 أبريل، حاولت القوات الأمريكية في مركبات سترايكر التقدم أعمق في مدينة الصدر، لكنهم واجهوا مقاومة قوية من المقاتلين الذين استخدموا مدافع رشاشة وقذائف ار بي جي. بعد معارك عنيفة، تراجعت القوات إلى مواقعها السابقة. قُتل 28 مسلحًا، وأصيب 6 جنود أمريكيين، وتعرضت عدة مركبات عسكرية أمريكية لأضرار، بينما دمرت الطائرات الأمريكية ثلاث بنايات كانت تستخدمها الميليشيات خلال المعركة.
في 3 و4 مايو، حاولت شركة مشاة من الفرقة الجبلية العاشرة عزل جيش المهدي على الحدود الشرقية لمدينة الصدر من خلال وضع حواجز على التقاطعات الرئيسية. كانت هذه الجهود تسعى لتسهيل حركة الجيش العراقي إلى مدينة الصدر. واجهت القوات الأمريكية معارضة قوية حيث هاجم المسلحون الجنود بالمدافع الثقيلة وقذائف ار بي جي والألغام المزروعة. تكبدت الوحدة أضرارًا كبيرة في الرجال والأسلحة والمعدات، لكنها حافظت على الضغط على الميليشيات وسيطرت على الأرض. باستخدام الدعم الجوي القريب والدبابات والمركبات المدرعة، تمكن الجنود من هزيمة معاقل الميليشيات على الأجزاء الشرقية من مدينة الصدر.
في 8 مايو، دعت الحكومة العراقية سكان مدينة الصدر إلى مغادرة المنطقة بعد أكثر من 40 يومًا من القتال الذي أسفر عن مقتل ما بين 500 و 1,000 شخص. بسبب العنف المستمر تقريبًا، كانت هناك نقص في المواد الغذائية والمياه وغيرها من الإمدادات الحيوية.
في 10 مايو، قامت "المجموعات الخاصة" المدعومة من إيران بإطلاق صاروخ أرض-جو على طائرة مروحية أمريكية فوق مدينة الصدر. تم إطلاق الصاروخ، المعروف من النوع سام-7، من موقع غير معروف في شرق بغداد لكنه لم يصب الهدف.
في 11 مايو، تم التوصل إلى اتفاق لوقف إطلاق النار، ومع ذلك استمر بعض القتال المتقطع في مدينة الصدر.
خلال الجولة الأخيرة من القتال، قُتل ستة جنود عراقيين، وثلاثة جنود أمريكيين، وستة من رجال الشرطة، ومليشياوي واحد متحالف مع الولايات المتحدة، و93 من مقاتلي الميليشيات، و30 مدنيًا في اشتباكات بين جيش المهدي وقوات الأمن في أجزاء أخرى من العاصمة.
ما بعد 11 مايو:
12 مايو: استمرت الاشتباكات الليلية في مدينة الصدر على الرغم من اتفاق وقف إطلاق النار، مما أسفر عن مقتل 3 مقاتلين و2 مدنيين وإصابة 24 شخصًا. حذر المتحدث باسم الجيش الأمريكي، الأدميرال باتريك دريسكول، من أن الهدنة لم تُعقد بعد وأن الحكومة العراقية وممثلي الشيعة لا يزالون يتحدثون. وأكد النائب الصدري نصار الربيعي أن المحادثات بشأن اللمسات النهائية للاتفاق مستمرة. في قتال آخر في العاصمة، قُتل 12 مسلحًا.
13 مايو: أدت الاشتباكات بين قوات الأمن والمسلحين الشيعة إلى مقتل 2 من الجنود العراقيين و11 من مقاتلي الميليشيات و12 مدنيًا، وإصابة 28 شخصًا في بغداد. وكان من بين القتلى طفل يبلغ من العمر سبع سنوات توفي بعد أن صدمته مركبة للجيش العراقي. كما اندلعت معارك في منطقة الشعلة في بغداد، وهي معقل آخر لجيش المهدي. قُتل جندي أمريكي واحد أيضًا في انفجار عبوة ناسفة على جانب الطريق في شمال غرب بغداد.
14 مايو: أسفرت الاشتباكات الليلية عن مقتل خمسة أشخاص في مدينة الصدر. كما قُتل مقاتلان أثناء زرع قنبلة خلال عمليات تفتيش من منزل إلى منزل في المنطقة.
15 مايو: في الاشتباكات الليلية في الأحياء الفقيرة بمدينة الصدر، قُتل 7 أشخاص وأصيب 19 آخرون. كما قُتل مقاتلان أيضًا.
منذ 23 مارس، تم العثور على 187 جثة ملقاة خلال القتال في جميع أنحاء بغداد، وكلها ضحايا واضحين للعنف الطائفي.

### أحداث القتال في الكوت
في مدينة الكوت، عاصمة محافظة واسط، خرج المسلحون في 25 مارس بأعداد كبيرة، وسيطروا على 5 من أصل 18 منطقة في المدينة.
شهدت المدينة قتالًا عنيفًا في 26 مارس، حيث سمع دوي قذائف الهاون التي تسببت في احتراق المباني والسيارات. سقطت ثلاثة مناطق أخرى في يد المسلحين، ليصل العدد الإجمالي إلى ثمانية. وورد أن 35 شخصًا قتلوا، من بينهم طفل، بينما قُتل 15 شخصًا عندما أصابت قذيفة هاون منازل خلال الاشتباكات. أفادت القوات الأمنية بأن ستة جنود عراقيين ورجال شرطة لقوا حتفهم، في حين قُتل 11 مسلحًا في عملية مشتركة بين قوات خاصة أمريكية ووحدة الأسلحة والتكتيكات السريعة العراقية.
كما قُتل على الأقل شرطيان ومدني واحد، وأصيب ثمانية أو عشرة من رجال الشرطة في قتال في بلدة العزيزية شمال الكوت. بحلول 27 مارس، كان عدد القتلى في الكوت قد وصل إلى 49، مع إصابة 75 آخرين.
تواصلت الاشتباكات خلال اليومين التاليين، مما أسفر عن مقتل أربعة شرطيين واثنين من المدنيين.
كما فر 400 شرطي أو انشقوا خلال القتال في الكوت.
في 26 أبريل، نُفذت مداهمة في المدينة أسفرت عن مقتل جندي عراقي واحد.

### أحداث القتال في الحلة
وقعت اشتباكات أيضًا في الحلة، عاصمة محافظة بابل، حيث قُتل شخصان في 25 مارس.
في 26 مارس، نفذت القوات الأمريكية غارات جوية دعمًا لوحدة الأسلحة والتكتيكات السريعة في الحلة خلال القتال مع ميليشيات شيعية في حي الثورة. تقدر مصادر الشرطة العراقية عدد القتلى بين 11 و29 شخصًا، مع إصابة ما بين 18 و39 آخرين. تم تأكيد مقتل 19 من القتلى كميليشيات. ونتيجة للقتال، قُتل 9 من أعضاء وحدة الأسلحة والتكتيكات السريعة وأصيب اثنان آخران.
استمرت المعارك الشديدة في الحلة في اليوم التالي، معظمها في مركز المدينة، حيث قُتل جندي واحد وخمسة من رجال الشرطة، وأصيب 26 من أفراد الأمن. كما دمرت الميليشيات مكاتب حزب الدعوة والمجلس الأعلى.
بلغت حصيلة يومين من القتال في الحلة ما لا يقل عن 60 قتيلًا.
في 29 مارس، أفاد مصدر للشرطة في محافظة بابل أنه منذ بداية القتال في 25 مارس، تم القبض على 85 من الميليشيات في المحافظة. كما أشار المصدر إلى أن عددًا كبيرًا من المسلحين قد قُتلوا أيضًا.
في 3 أبريل، اندلعت اشتباكات بين جنود أمريكيين، كانوا يرتدون ملابس مدنية، ومقاتلي جيش المهدي خلال محاولة مداهمة لاعتقال عناصر مارقة في الجيش. انضم لاحقًا أفراد الشرطة العراقية إلى القتال، مما أدى إلى مقتل خمسة أشخاص، بينهم أربعة من رجال الشرطة.
في 4 أبريل، أسفر انفجار قنبلة على جانب الطريق عن مقتل أربعة من رجال الشرطة وإصابة آخر.
في 5 أبريل، وُجدت جثة أحد رجال الشرطة الخاصة في المدينة، وقد قُتل بإطلاق نار. كما قامت الشرطة بقتل مسلح واحد واعتقلت اثنين آخرين عندما حاولوا اغتيال رئيس الشرطة المحلي في بلدة حمزة الغربي، جنوب الحلة.
في 25 أبريل، قُتل رجل في المدينة، وتم اعتقال ستة أشخاص على صلة بجريمة القتل.

### اشتباكات أخرى
ردًا على القتال، أطلق التيار السياسي للشيخ الشيعي البارز مقتدى الصدر حملة عصيان مدني في جميع أنحاء العراق احتجاجًا على المداهمات والاعتقالات ضد جيش المهدي.
الديوانية: في 26 مارس، قُتل سبعة جنود عراقيين، وشرطي، واثنان من المسلحين، وتم القبض على سبعة مسلحين آخرين وأصيب سبعة من رجال الشرطة. في 27 مارس، قُتل مسلح واحد وأصيب شرطي في عملية أمنية أسفرت عن اعتقال ثمانية مشتبه بهم. في اليوم التالي، قام مقاتلو الميليشيات بقتل المسؤول الأعلى في إحدى القرى بالقرب من الديوانية.
في 29 مارس، نظم 200 من السكان المحليين مظاهرة دعمًا للعمليات العراقية في البصرة.
في 27 أبريل، قُتل مسلحون ضابط شرطة خارج منزله.
النجف: سقطت أربع قذائف هاون في أجزاء مختلفة من النجف في 26 مارس، وأصيب شرطيان في اشتباكات متقطعة في جميع أنحاء المدينة. بعد بضعة أيام، قُتل ضابط جيش واحد وأصيب جنديان عندما انفجر لغم أرضي في مركبتهم في شمال النجف.
في 11 أبريل، قُتل مسلحون أحد المساعدين البارزين لمقتدى الصدر، رياض النوري، الذي كان مدير مكتب الصدر في النجف.
في 21 أبريل، قُتل أحد مساعدي السيستاني في المدينة.
العمارة: في العمارة، عاصمة محافظة ميسان، قُتل جنديان على يد مسلحين مجهولين. كما قُتل مدنيان في اشتباكات على جسر يوغسلافيا في شمال العمارة. وقام المسلحون بمهاجمة مكتب منظمة بدر الواقع في ساحة حتيين، في مركز العمارة، باستخدام قاذفات صواريخ مضادة للدبابات.
الناصرية: قُتل جنديان عراقيان بالقرب من الناصرية أثناء توجههما لتعزيز الهجوم على البصرة. في 28 مارس 2008، سيطرت قوات الصدر على مركز الناصرية. في الاشتباكات العنيفة، قُتل 5 من رجال الشرطة، و10 مسلحين، و20 مدنيًا. وأُصيب 52 شخصًا آخرين، بما في ذلك 19 شرطيًا، و26 مدنيًا، و7 مسلحين. كما تم القبض على 13 مسلحًا آخر. وقد سيطرت ميليشيا المهدي أيضًا على مدينة الشطرة، التي تبعد 40 كيلومترًا شمال الناصرية.
في 29 مارس، أفاد متحدث باسم الشرطة في المحافظة أن المدينة عادت تحت سيطرة القوات الأمنية العراقية.
في 19 أبريل، اندلعت اشتباكات كبيرة في قرية سوق الشيوخ، بالقرب من الناصرية، مما أسفر عن مقتل 40 مقاتلاً، و4 شرطيين، ومدني واحد، وتم القبض على 37 مقاتلاً آخر، وأصيب 19 شرطيًا.
في 13 مايو، قُتلت امرأة واحدة في هجوم بقذيفة هاون في المدينة.
المحمودية: قُتل 12 مقاتلاً من الميليشيات على الأقل وأصيب سبعة آخرون في الاشتباكات في المحمودية، التي تبعد 32 كيلومترًا جنوب العاصمة. وورد أنه تم القبض على 15 جندياً عراقياً، بينما قُتل أربعة مدنيين في تبادل إطلاق النار.
كربلاء: في الاشتباكات في المدينة المقدسة كربلاء في 28 مارس، قُتل 21 مسلحاً وشرطيان. في ليلة الجمعة، أطلقت القوات العراقية عملية كبيرة تستهدف شبكات ميليشيا المهدي في كربلاء، مما أسفر عن مقتل 12 مقاتلاً وجرح 50 آخرين. كما استسلم 30 مسلحاً للشرطة يوم الخميس للاستفادة من عفو رئيس الوزراء العراقي، واستسلم أيضًا قائد مصري للمقاتلين في كربلاء، مع 6 أعضاء من مجموعته.
قضاء الحمزة: اندلعت اشتباكات مع ميليشيا المهدي في 27 مارس، مما أسفر عن مقتل ثلاثة من رجال الشرطة في حمزة. وأصيب ضابط آخر مع جنديين عراقيين. في اليوم التالي، قُتل ستة من رجال الشرطة. في 30 مارس، شنت قوات الشرطة مدعومة بالطائرات هجومًا واسع النطاق، مما أسفر عن مقتل أربعة مسلحين واعتقال 30 آخرين.
الصويرة: في الاشتباكات، قتلت دوريات من الجيش العراقي وجنود من القوات الخاصة الأمريكية 13 مقاتلاً ودمرت شاحنتين للنقل. وقُتل ثلاثة آخرون في اليوم التالي.
على الصعيد الوطني: أسفر انفجار عبوة ناسفة في الكفل، جنوب الحلة، عن مقتل ثلاثة من رجال الشرطة وإصابة أربعة آخرين. كما قُتل أربعة من رجال الشرطة وأصيب أربعة آخرون في المهاويل، جنوب بغداد. قُتل عقيد في الجيش العراقي خلال اشتباكات مع مقاتلي ميليشيا المهدي في النعمانية، التي تبعد 116 كيلومترًا جنوب بغداد. وهاجم المسلحون قرية الداوم، جنوب شرق كربلاء، مما أسفر عن مقتل خمسة أشخاص واختطاف ستة آخرين وتدمير أربعة منازل كعقوبة ضد عائلات الجنود العراقيين. في هجوم آخر على قرية بالقرب من كربلاء، قُتل خمسة أشخاص وأصيب اثنان، مما أجبر حوالي 150 شخصًا على الفرار وتدمير 14 منزلًا. في 21 أبريل، أفادت القوات العراقية أنها قتلت 30 مسلحًا خلال الـ 24 ساعة السابقة، بينما قُتل ستة من رجال الشرطة في أحد الاشتباكات. في بلدة الحسينية، شمال بغداد، في 22 أبريل، تعرضت دورية من الجيش العراقي، برفقة عناصر من القوات الخاصة الأمريكية، لهجوم من المسلحين، مما أسفر عن مقتل تسعة مسلحين. قُتل ضابط في الجيش العراقي خلال هجوم مسلح بالقرب من منزله في النعمانية في 7 مايو.

### 11 مايو 2008: وقف إطلاق النار
توصل المسلحون الشيعة إلى اتفاق مع الحكومة العراقية لإنهاء القتال في منطقة صدر مدينة بغداد، كما أفاد المتحدث باسم مقتدى الصدر. وقد أكدت الحكومة العراقية ذلك.
ومع ذلك، ورغم وقف إطلاق النار، استمرت الاشتباكات بشكل متقطع حتى 15 مايو.

## التبعات
بعد وقف إطلاق النار الأول في نهاية مارس، وصلت الحملة إلى طريق مسدود بين الجانبين. ومع ذلك، كان أداء الجيش العراقي مختلطًا خلال الاشتباكات. حيث فر أو انشق أو استسلم ما بين 1500 إلى 2000 من أعضاء قوات الأمن العراقية من أصل 30000 جندي تم استخدامهم في البصرة. كانت البصرة تحت السيطرة الحكومية العراقية بنسبة 70%. في مدينة الصدر، توصلت جيش المهدي إلى اتفاق مع قوات الأمن العراقية لإبقاء الأسلحة خارج الشوارع والسماح بدوريات قوافل الجيش العراقي، ومنحهم الحق في اعتقال أعضاء من قواتهم.
بعد القتال، زعمت حكومة المالكي أنها وافقت على تقديم تنازلات سياسية لوقف إطلاق النار، بما في ذلك الحصانة القانونية والعسكرية لجيش المهدي وإطلاق سراح أعضائه المحتجزين، رغم أن المالكي ينفي تقديم أي تنازلات. وقد قال العديد من المحللين إن جيش المهدي حقق انتصارًا سياسيًا كبيرًا، حيث أظهرت القدرات القتالية للمليشيا، على الرغم من نقص الأسلحة الثقيلة، أنها تفوق بكثير تلك الخاصة بقوات الأمن العراقية. ومع ذلك، يبدو أن الحكومة المالكية اعترضت على ذلك، حيث واصلت عملياتها ضد معاقل جيش المهدي في مدينة الصدر والبصرة.
أعلن جيش المهدي أنه سيفكك سلاحه فقط إذا اتفقت المرجعية الشيعية مع أهداف المالكي.
في ضوء المعركة مع جيش المهدي، كان هناك إجماع من الأحزاب السياسية الكردية والسنية والشيعية غير المرتبطة بالصدريين لدعم جهود رئيس الوزراء المالكي لفرض سلطة الحكومة في الجنوب، بل أظهروا دعمهم لإلغاء حق أي حزب سياسي في أن يكون ممثلاً في الانتخابات المحلية في أكتوبر إذا استمروا في تشغيل المليشيات خارج القانون العراقي.
بحلول أوائل مايو، كانت القتال متمركزًا في الغالب في مدينة الصدر ببغداد، وكانت البصرة تحت السيطرة الحكومية. وذكرت التقارير أن حوالي 5000 مقاتل من المجموعات الخاصة فروا عبر الحدود إلى إيران خلال الهجوم وبعد وقف إطلاق النار.

## أنظر أيضا
- عملية صولة الفرسان
- الحرب الاهلية العراقية (2006-2008)
- معارك ربيع العراق 2004